# Рублёво-Архангельское

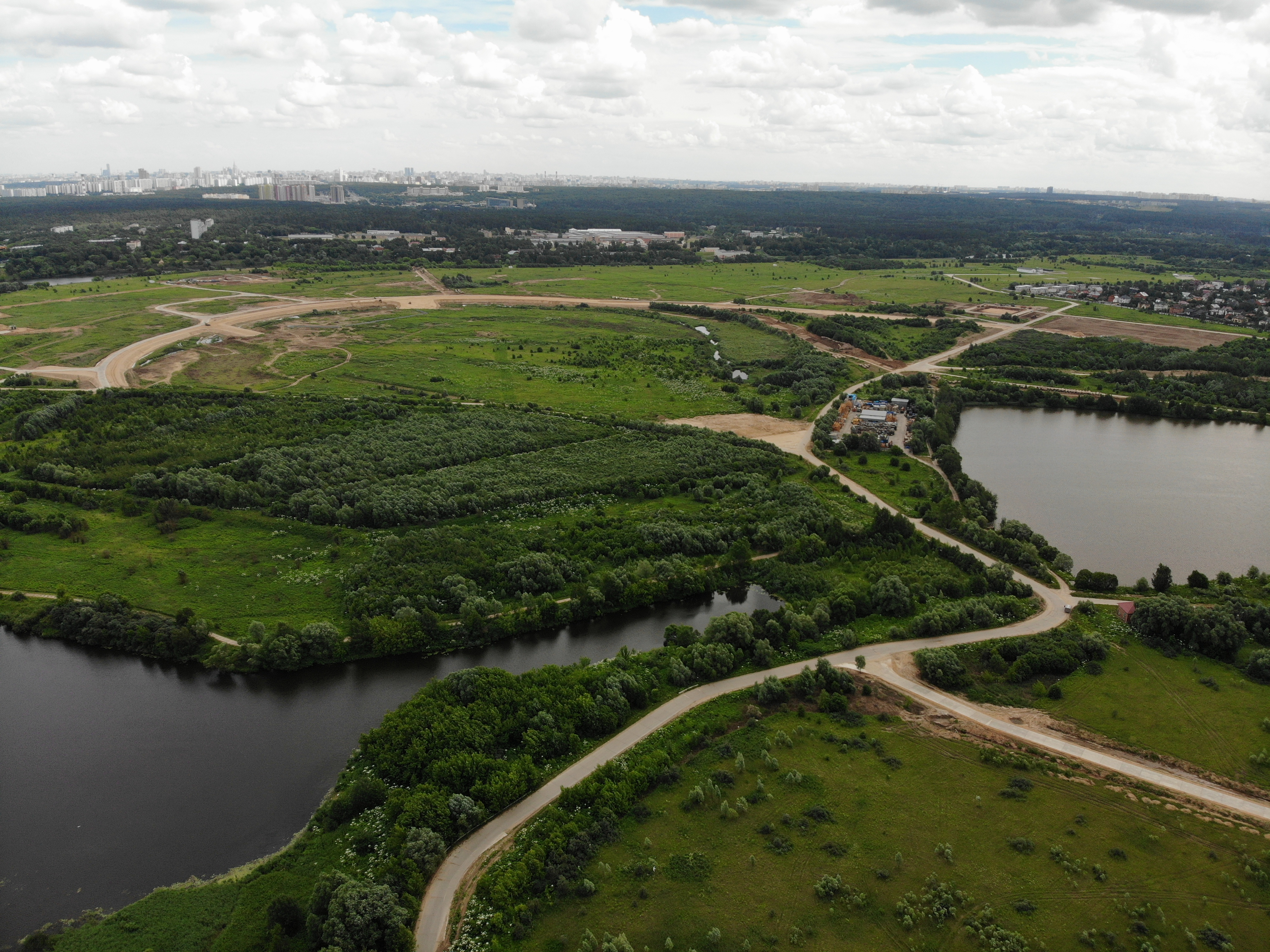
Центральная часть Рублёво-Архангельского летом 2020 года с севера

Рублёво-Архангельское — отдельная территория общей площадью 695 гектаров (653 га + эксклав 42 га) на западе Москвы, расположенная в Захарковской пойме Москвы-реки, включающая преимущественно бывшие земли колхоза «Завет Ильича». С 2012 года данная территория включена в состав Москвы, административно относится к району Кунцево (ЗАО). Вместе с территорией посёлка Рублёво образует два эксклава Москвы, окружённые Московской областью. В 2012 году Сбербанк стал единственным акционером земли в Рублёво-Архангельском, на которой строит умный город СберСити.

## Транспортная доступность
Территория расположена в 3 км от МКАД. К основной территории с севера примыкает Новорижское шоссе и деревня Гольёво, на западе посёлок Архангельское и деревня Захарково, на юге и востоке территорию ограничивает река Москва. За рекой на востоке располагается посёлок Рублёво. Есть отдельный эксклав на северо-западе от основной территории, он расположен между Новорижским и Ильинским шоссе.
В феврале 2024 года Сергей Собянин анонсировал новые маршруты речных электротрамваев, а также, что на территории СберСити появится одноименная остановка. Водный регулярный маршрут свяжет СберСити с другими районами столицы.
В июле 2024 года дан старт строительству новой станции метро «Рублёво-Архангельское» на территории СберСити. Новая станция метро входит в третий участок строящейся Рублёво-Архангельской линии Московского метрополитена.

## Планы строительства
В Рублёво-Архангельском с 2019 года идет строительство нового делового и жилого района Москвы — СберСити. Территория застройки — 461 га, на ней к 2032 году будет построено 5 млн м² недвижимости, включая: офисы, многоквартирные дома, малоэтажную застройку, школы, детские сады, поликлиники, гериатрическую резиденцию, пожарное депо, полицейский участок, марину, гостиницу.
Плановое население нового района составит 65 000 человек. При этом рабочих мест будет создано 70 000, а порядка 30 % площади будут составлять парки и скверы. В непосредственной близости расположены обширный музей-усадьба «Архангельское» и заповедник Лохин остров. Для сравнения, в Павшинской Пойме, при почти вдвое меньшей площади, проживает более 100 тысяч человек.
На территории нового района Москвы внедряется разветвлённая сеть высокоскоростных станций зарядки электромобилей как на паркинге жилых домов и офисов, так и на уличных парковочных местах. В СберСити планируется поэтапное внедрение беспилотного транспорта: от пассажирских перевозок внутри самого района до создания беспилотных такси и маршрутов, которые свяжут новый район Москвы с другими территориями.

## История
История площадки Рублёво-Архангельское неразрывно связана с ближайшими населёнными пунктами, в частости с деревней Гольёво, название которой впервые упоминается в 17 столетии.
На карте 1766 Московской губернии к востоку от Залива Кружок имеется деревня Костино (по другим источникам Косткино). По данным Назимова в 1766 году в ней проживало 105 человек. К началу XVII века её основал Косткин на берегу залива. В Смутное время прежним хозяевам не удалось сохранить свои имения, и они перешли в другие руки. Костино перешла в дворцовое ведомство, а затем принадлежала Нарышкиным и Разумовским и прекратила существование во второй половине XVIII века.
Деревня Гольёво вплоть до второй половины 19 столетия была исторически связана с селом Павшино, как единственное селение, оставшееся в его владениях после распада существовавшего прежде большого дворцового владения. Высокая терраса, на которой находилась деревня, в версте от неё оканчивалась обрывом к старому руслу Москвы-реки, у подножья которого находилось болото, а за ним, среди заливных лугов, располагался Залив Кружок, соединявшийся с руслом Москвы-реки недалеко от впадения в неё речки Курицы.
Жители деревни издавна называли место около устья речки Курицы пустошью «Городище». В конце 19 века геолог Н. О. Криштафович, изучавший прибрежные дюны Москвы-реки, обнаружил на высоком мысу у речки и на берегу Залива Кружок обломки древнейшей посуды, которую он принял за находку эпохи неолита. Позже археологи, указали, что находки относятся к Дьяковской культуре I тысячелетия н. э. и к селищу той же эпохи. Произвести здесь археологические раскопки не удалось, так как территория задолго до этого была многократно повреждена большими земляными работами по добыче песка и камня.
Высокий мыс с городищем отделяла от деревни густая роща. В 1850-х годах она заинтересовала грузинского царевича Ираклия, который был сыном последнего царя Грузии Георгия XII, поселившегося в России после присоединения к ней Грузинского царства. Царевич долгие годы жил с матерью, обвинённой в убийстве русского генерала, а после её смерти арендовал землю у гольёвских крестьян и уединённо жил в своём имении, получившем в народе название «Ираклиева мыза». Он скончался в 1859 году, в 1874 году крестьянское общество продало «пустошь Городище при деревне Гольевой, 4 десятины, за 1000 рублей полковнику князю Грузинскому Давиду Багратовичу». Князь устроил здесь большую усадьбу и манеж для выводки лошадей, завёл обычай стрелять из пушки ежедневно в 12 часов. Богато отмечал он праздник Казанской богородицы: устраивал народное гулянье, выставлял бочки вина, организовывал хороводы перед гостями и раздавал сюрпризы. В 1881 году имение перешло к госпоже Голиковой, потом здесь была молочная ферма Чичкина. По сведениям 1909 года, в то время здесь ещё возвышалась усадьба, но более поздних упоминаний о ней не встречается.
В феврале 1930 года был организован Гольёвский колхоз.
В послевоенные годы деревня Гольёво вошла в колхоз «Новые всходы» и в Павшинский сельсовет, но после того как Павшино было включено в состав города Красногорск, деревня была переведена в состав Воронковского сельского совета. Центр сельского совета был перенесён в Гольёво, благодаря его удобному расположению на Ильинском шоссе и автобусному сообщению. В результате укрупнений был образован колхоз Завет Ильича с правлением в Гольёво, включавший в себя земли деревень — Захарково, Гольёво, Ивановское, всё нынешнее Митино, Павшинскую пойму, земли возле Мякинино.
В 1949 году правление колхоза Завет Ильича в Гольёво посетила китайская делегация во главе с Председателем Коммунистической партии Китая Мао Цзэдуном.
В 1970-х годах в окрестностях Гольёва строится новое здание правления колхоза «Завет Ильича» и его общественного центра. Гольёво стало центром колхоза «Завет Ильича» в очень сложных условиях, когда в связи с ростом Москвы пришлось уступить многие сельскохозяйственные площади. И тем не менее, колхоз успешно продолжал работу, добиваясь высоких результатов в молочно-товарном животноводстве и в растениеводстве.
После распада Советского Союза, уже в 1994 году количество членов колхоза сократилось до 400 человек, и продолжало падать в последующие годы. В конечном итоге колхоз в 2003 году был преобразован в ЗАО «АГРО-ПЛЮС», а затем прекратил существование вместе со всеми архивами в 2005 году.
Активное участие в ликвидации колхоза принял известный землевладелец Игорь Рубинер, получивший в собственность в начале 2000-х годов большую часть земель.
С 2003 года структуры Сулеймана Керимова начали скупать 430 га земли в пойме реки Москвы рядом с населёнными пунктами Архангельское, Захарково и Гольёво. По мнению экспертов, покупка земли обошлась Керимову не менее чем в 215 миллионов долларов. По сообщениям СМИ земли Керимову продал Рубинер.
В феврале 2005 года о строительстве первого в России «частного города для миллионеров» сообщила газета «Ведомости». Идея строительства принадлежала крупному российскому бизнесмену и депутату Госдумы РФ Сулейману Керимову.
В октябре 2005 года о будущем проекте сообщила британская газета «The Times», статью из которой перепечатали российские сетевые издания:
Этот город раскинется на площади, в два раза превышающей территорию Монако. Он будет представлять собой крепость в европейском стиле, и в нём будут проживать 30 тысяч богатых новых русских. Строительство должно начаться в следующем году, стоимость проекта оценивается в 3 миллиарда долларов.
По замыслу британских архитекторов из компании John Thompson and Partners, центр этого поселения – которое будет называться Рублёво-Архангельское – напомнит дореволюционную Москву, с узкими улицами и каналами, которые протянутся вдоль крепости. Более просторные окраины будут выглядеть как западноевропейские пригороды – с таунхаусами, виллами, офисами, тренажерными залами и пристанью для яхт на берегу Москвы-реки.
Как утверждал в том же году новостной портал Newsru.com, идея «Рублёво-Архангельского» состоит в том, чтобы создать автономное поселение, которое в конечном счете получит официальный статус города. В этом городе будет своё отделение милиции, отдел пожарной охраны, медицинский центр, школы и даже, возможно, свой мэр.
В октябре 2007 года генеральный директор компании «Рублёво-Архангельское девелопмент» Марина Кузнецова, представляя проект на ежегодной выставке недвижимости ExpoReal 2007 в Мюнхене, заявила, что строительство первых домов начнется весной 2008 года.
Осенью 2008 года собственники земельных паев племзавода-колхоза «Завет Ильича» и «Ленинский Луч» провели голодовку с целью восстановления нарушенных прав на собственность на принадлежащие им земельные доли. Голодовка длилась с 20.09.08 по 20.10.08 и закончилась ничем: с голодающими не пожелали встретиться ни депутаты, ни должностные лица муниципального района и поселения «Ильинское». Большинство СМИ проигнорировали голодовку, Красногорское телевидение и НТВ показали репортаж о голодовке.
Весной 2008 года, непосредственно до начала экономического кризиса в РФ Сулейман Керимов продал все свои российские активы; в частности, проект Рублёво-Архангельское был продан Михаилу Шишханову. Считается, что Шишханов заплатил 5.3 миллиарда долларов. По данным газеты «Ведомости», Сбербанк выдал Михаилу Шишханову кредит в размере от 4,5 до 5 миллиардов долларов под залог земли. Однако условием выдачи кредита было выставлено получение банком 10 процентной доли активов проекта.
По мнению экспертов, из-за кризиса земельный участок, на котором реализуется проект «Рублёво-Архангельское», подешевел вдвое. Летом 2009 г. земля в проекте оценивалась в $350–400 млн, тогда как в октябре 2008 г. она могла стоить $860–1100 млн..
В декабре 2008 года партнер Шишханова сообщил, что только проценты по кредиту составляют 130—150 млн долларов в квартал.
В феврале 2009 года проект получил государственную помощь в размере 331 млн рублей в форме кредита от Сбербанка.
С середины 2009 года строительство на проекте было временно заморожено, а финансирование приостановлено.
По состоянию на март 2010 года суммарные инвестиции в строительство мини-города оцениваются в 9 млрд долл, причём Шишханов и Сбербанк уже вложили в подготовительные работы на стройплощадке («в трубы и проблемные грунты») не менее 6 млрд руб.
По словам гендиректора ЗАО «Рублёво-Архангельское» Ольги Мельниковой девелопер уже закончил разработку проекта планировки, который проходит стадию согласования, получил техусловия на подключение к сетям, а также ведёт строительство большого канала и защитной дамбы.
22 сентября 2010 года активное строительство рядом с СНТ «Южное» продолжено. Идёт стадия привозки земли и укрепления грунтов.
В октябре 2011 года стало известно, что Сбербанк собирается консолидировать все 100 % ЗАО «Рублёво-Архангельское», получив долю Михаила Шишханова в счет долга 4 млрд долларов (безденежная сделка). Эксперты утверждают, что эта сделка и сам проект не вписываются в рыночные рамки, так как для Сбербанка это фактически чистые убытки.
Тогда же Герман Греф заявил, что Сбербанк «не планирует расходов на этот проект», а развивать его будет «в партнерстве с мэрией Москвы».
1 июля 2012 года территория Рублёво-Архангельского площадью 6,95 км² была передана из Московской области в состав Москвы в рамках проекта по её расширению. Территория административно вошла в район Кунцево Западного округа. При этом 5,70 км² территории взято от городского поселения Красногорск Красногорского района и 2,3 км² от сельского поселения Барвихинское Одинцовского района. Ранее предполагалось, что деревня Гольево также должна была войти в состав Москвы вместе с данной территорией (в таком случае территория была бы цельным протуберанцем, без эксклавов), но от этих планов отказались.
3 июля 2012 года Сергей Собянин заявил, что в «крупном административно-финансовом центре» Рублёво-Архангельское будут созданы «сотни тысяч рабочих мест». Марат Хуснуллин подтвердил, что «мы [Москва] создаем финансово-деловой центр в Рублёво-Архангельском, три миллиона квадратных метров, со Сбербанком». При этом он отметил, что эта «частная земля без инфраструктуры ничего не стоит».
14 июля 2012 года Марат Хуснуллин заявил о возможности строительства ветки метро в Рублёво-Архангельское: «Сейчас рассматриваем возможность продления метро от „Кунцевской“ в Рублёво-Архангельское».
Газета «Ведомости» в этой связи отметила, что только на транспортную инфраструктуру для «Рублёво-Архангельского» придётся потратить примерно 150 млрд рублей.
18 июля 2012 года губернатор Сергей Шойгу обратился к президенту с предложением скорректировать соглашения об изменении границ между Москвой и областью, вернув Рублёво-Архангельское (695 га) Красногорскому району МО.
20 июля 2012 года СМИ сообщили, что Сбербанк закрыл сделку по приобретению у Михаила Шишханова 90 % акций ЗАО «Рублёво-Архангельское». "В июне 2012 года в результате урегулирования задолженности заемщик уступил Группе 100%-ную долю в ЗАО «Рублёво-Архангельское» — говорится в отчетности Сбербанка на 1 июля. Фактически Сбербанк списал большой неработающий кредит $3 млрд и остался единственным акционером «Рублево-Архангельского» с прогнозом окупаемости в 60 лет.
9 ноября 2012 года Главный архитектор Москвы Сергей Кузнецов рассказал, что никаких «городов для миллионеров» в Рублёво-Архангельском строиться не будет, и «не должно быть в принципе разделения на миллионеров и всех остальных».
В 2013 году проект застройки Рублёво-Архангельского назвали «Международный финансовый центр» (МФЦ).
2 сентября 2013 года начался открытый международный двухэтапный конкурс на разработку архитектурно-градостроительной концепции Международного финансового По итогам конкурса и коммерческих переговоров с тремя финалистами, победителем конкурса стал консорциум TEAM MOSCOW — ASTOC / HPP. Разработанная победителем концепция принята в качестве основы при разработке проекта планировки территории Рублево-Архангельское.
25 октября 2016 года Постановлением Правительства Москвы 703-ПП был утвержден проект планировки территории. В основу плана легли квартальная застройка и система зелёных парковых лучей, связывающих речной парк с центром территории.
5 июня 2019 года утверждена стратегия развития территории Рублёво-Архангельского. Стратегия включает внедрение технологий смарт-сити, создание экологичной среды, объединение крупных компаний, стартапов и образовательного кластера. СберСити в Рублево-Архангельском строится по международным стандартам зелёного проектирования, что сделает его первой такой территорией в России и крупнейшей в мире.
В 2019 году начались строительные работы по подготовке инженерной инфраструктуры на территории СберСити, а строительство жилых объектов — в 2022 году.
В апреле 2024 года введен в эксплуатацию первый жилой квартал. В июле 2024 года в СберСити появились первые жители.

## Руководство проекта
АО СЗ «Рублёво-Архангельское» — специализированный застройщик (входит в группу Сбер), который реализует проект создания умного города СберСити в Рублёво-Архангельском, организует проектирование, строительство и последующую эксплуатацию территории.
С 2017 года генеральным директором АО СЗ «Рублёво-Архангельское» является Андрей Лихачев.

## Фото

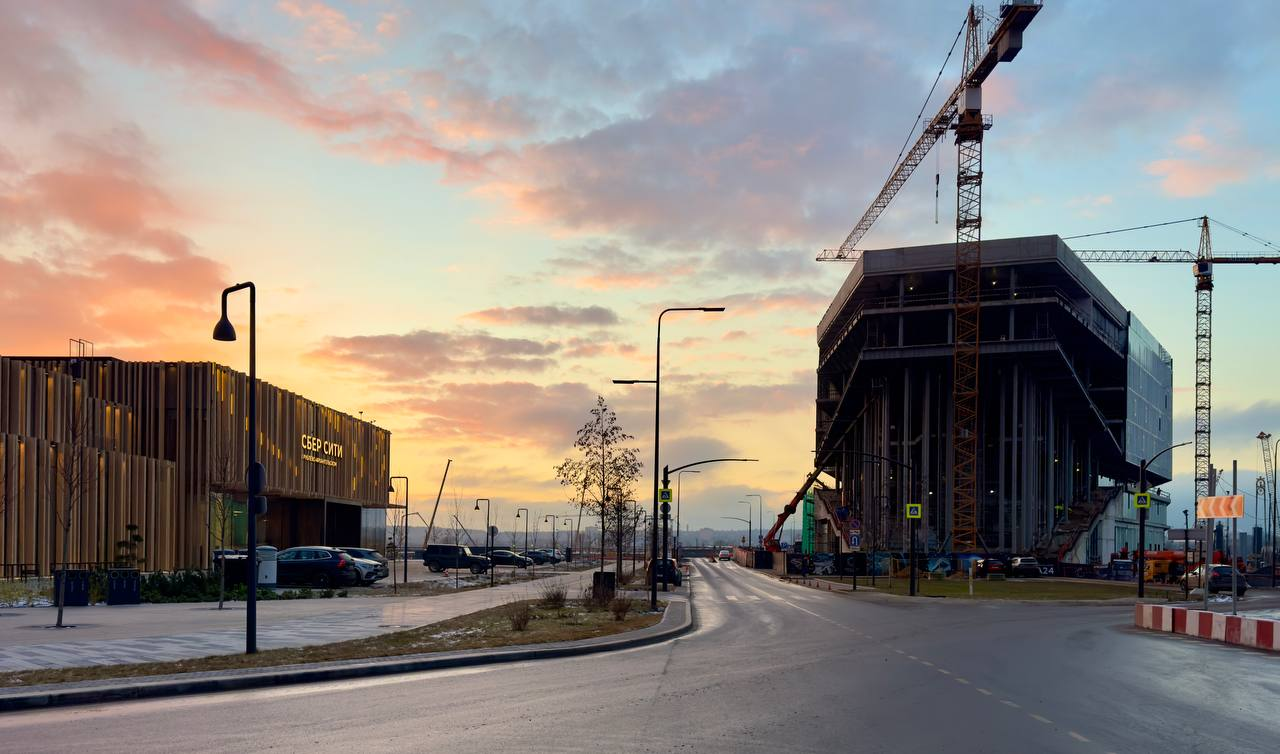
Офисное здание и шоурум на территории нового района
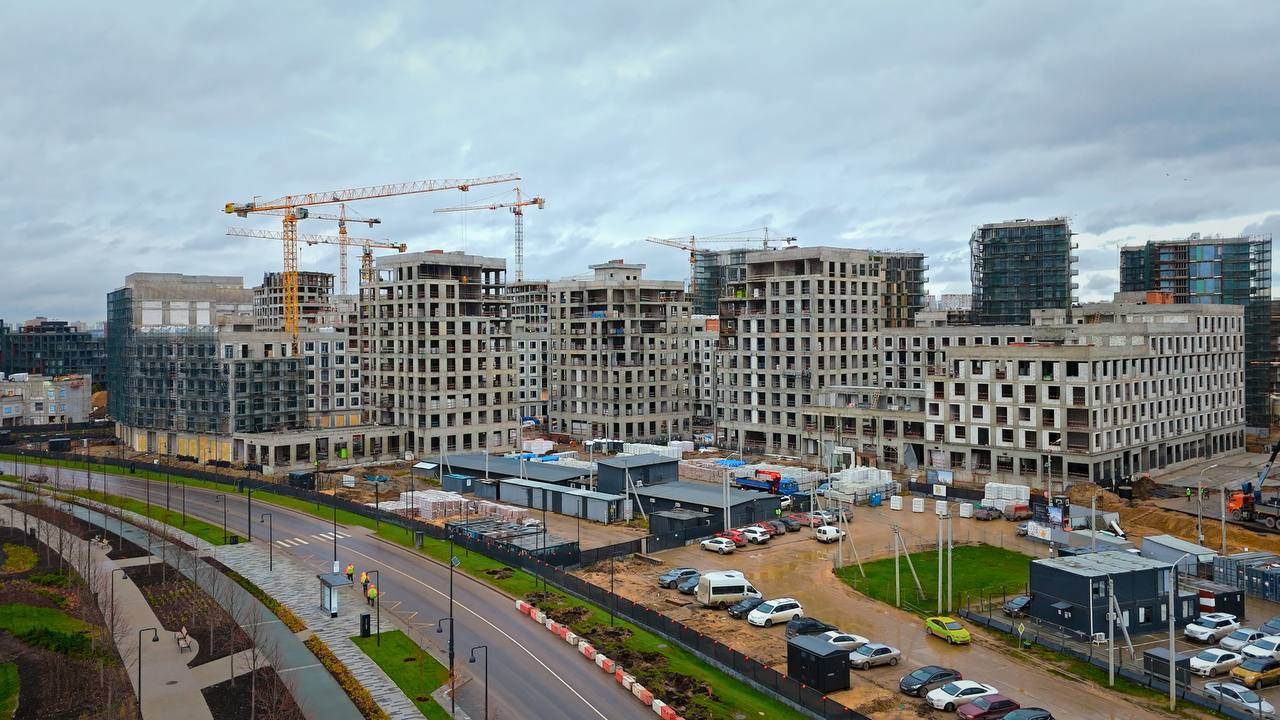
Строительство жилых кварталов
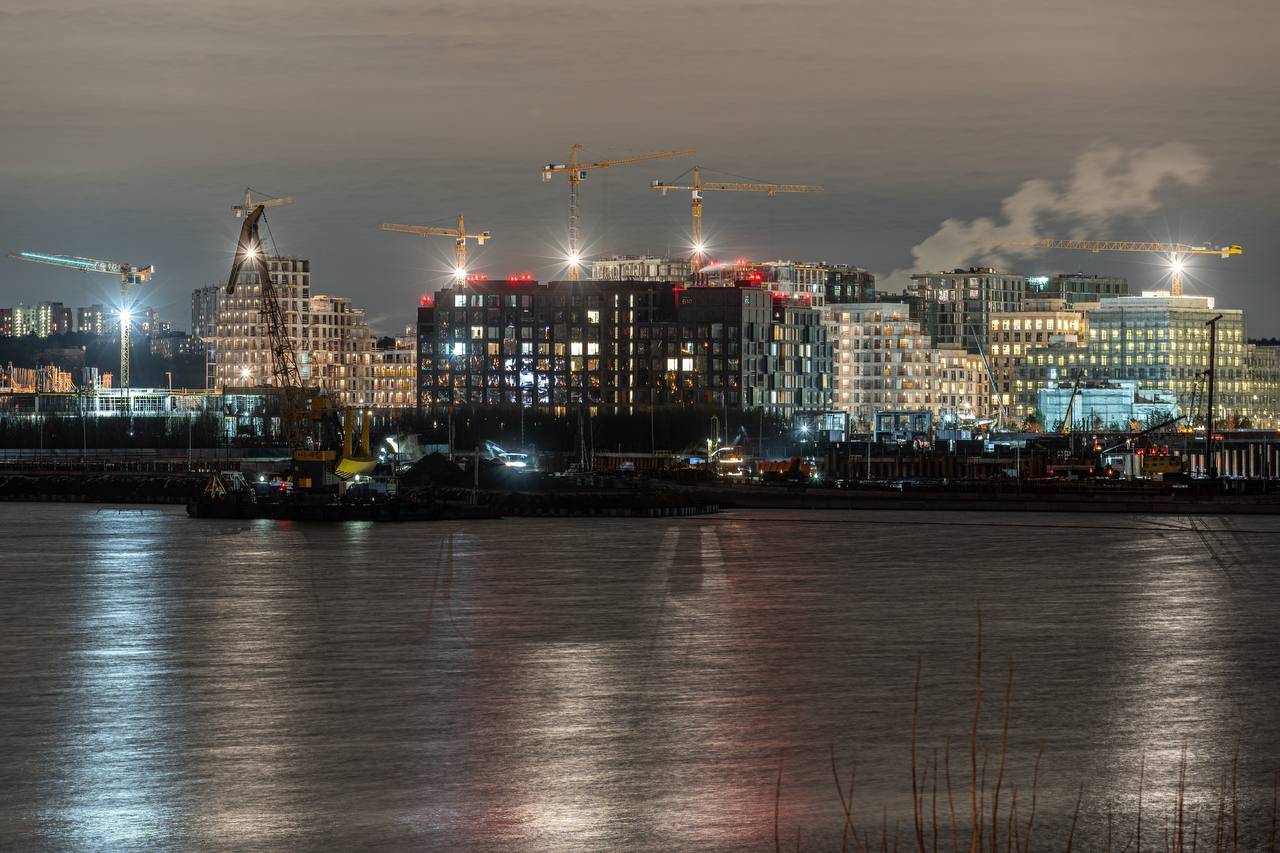
Вид с Москвы-реки на новый район
Заселение первых жителей СберСити